# Richard McCreery
Richard McCreery (Market Harborough, 1 februari 1898 – Templecombe, 18 oktober 1967) was een Britse officier.

## Biografie
McCreery ging studeren aan Eton College en de  Royal Military Academy Sandhurst. In 1915 werd McCreery toegevoegd aan de 12th Royal Lancers. Hij vocht tussen 1915 en 1917 en tussen augustus en november 1918 in Frankrijk. In december 1921 werd hij benoemd tot adjudant van de 12th Royal Lancers. Tussen 1935 en 1938 was hij bevelhebber van de 12th Royal Lancers.
Tussen 1939 en 1940 voerde McCreery het bevel over de Tweede Pantserbrigade. Hij was een expert in het gebruik van lichte pantservoertuigen. De volgende functie van McCreery was adviseur voor pantservoertuigen in het Midden-Oosten (maart-augustus 1942). Daarna was hij respectievelijk chef van de generale staf van de Middle East Command in Caïro en chef van de generale staf van de 18e Legergroep in Tunesië. 
In juli 1943 werd hij benoemd tot bevelhebber van het 10e Legerkorps en nam deel aan de Italiaanse Veldtocht. Hij was onder andere betrokken bij de Slag om Monte Cassino. In juli 1944 werd hij geridderd door koning George VI. Op 31 december 1944 werd McCreery benoemd tot bevelhebber van het Britse Achtste Leger. Na de oorlog bekleedde McCreery de posten van bevelhebber van de Britse bezettingstroepen in Oostenrijk (juli 1945-maart 1946), bevelhebber van de British Army of the Rhine (1946-1948) en vertegenwoordiger van het Britse leger bij de Militaire Stafcomité van de Verenigde Naties (1948-1949). Hij ontving veel onderscheidingen waaronder de Amerikaanse Army Distinguished Service Medal.
McCreery ging in 1949 met pensioen en stierf op 69-jarige leeftijd.

## Militaire loopbaan
- Second Lieutenant: 11 augustus 1915[1]
- Lieutenant: 1 juli 1917[1]
- Captain: 5 september 1923[1]
- Major: 6 september 1927[1]
- Lieutenant-Colonel: 6 september 1935[1]
- Titulair Colonel: 29 juli 1938[1]
  - seniority: 29 juli 1937[1]
- Colonel: 25 augustus 1938[1]
  - Anciënniteit: 29 juli 1937[1]
- Waarnemend Brigadier: 15 januari 1940 - 14 juli 1940[1]
- Tijdelijk Brigadier: 15 juli 1940 - 13 december 1941[1]
- Waarnemend Major-General: 14 december 1940 - 13 december 1941[1]
- Tijdelijk Major-General: 14 december 1941 - 21 mei 1943[1]
- Major-General: 14 juli 1943[1]
  - Anciënniteit: 15 mei 1943[1]
- Waarnemend Lieutnant-General:
  - 23 augustus 1942 - 16 februari 1943[1]
  - 30 juli 1943 - 1 februari 1944[1]
- Tijdelijk Lieutnant-General: 2 februari 1944 - 11 december 1944[1]
- Lieutnant-General: 12 december 1944[1]
- General: 30 januari 1948[1]
  - Anciënniteit: 4 oktober 1946 (uitdiensttreding 9 december 1949)[1]

## Decoraties
- Ridder Grootkruis in de Orde van het Bad in 1949
- Ridder Commandeur in de Orde van het Bad op 5 augustus 1943
- Lid in de Orde van het Bad op 18 februari 1943
- Ridder Commandeur in de Orde van het Britse Rijk op 5 juli 1945
- Lid in de Orde van het Britse Rijk in 1926
- Orde van Voorname Dienst op 27 september 1940
- Military Cross in 1918
- Officier in het Legioen van Verdienste (Verenigde Staten) op 10 augustus 1943
- Grootcommandeur in de Orde van de Feniks (Griekenland) op 20 juni 1944
- Army Distinguished Service Medal (Verenigde Staten) op 2 augustus 1945
- Britse Oorlogsmedaille[1]
- Overwinningsmedaille (Verenigd Koninkrijk)[1]
- 1914-15 Ster[1]
- Hij werd  tweemaal genoemd in de Dagorders. Dat gebeurde op:
  - 29 april 1941[1]
  - 13 januari 1944[1]